# Casa Buonaparte

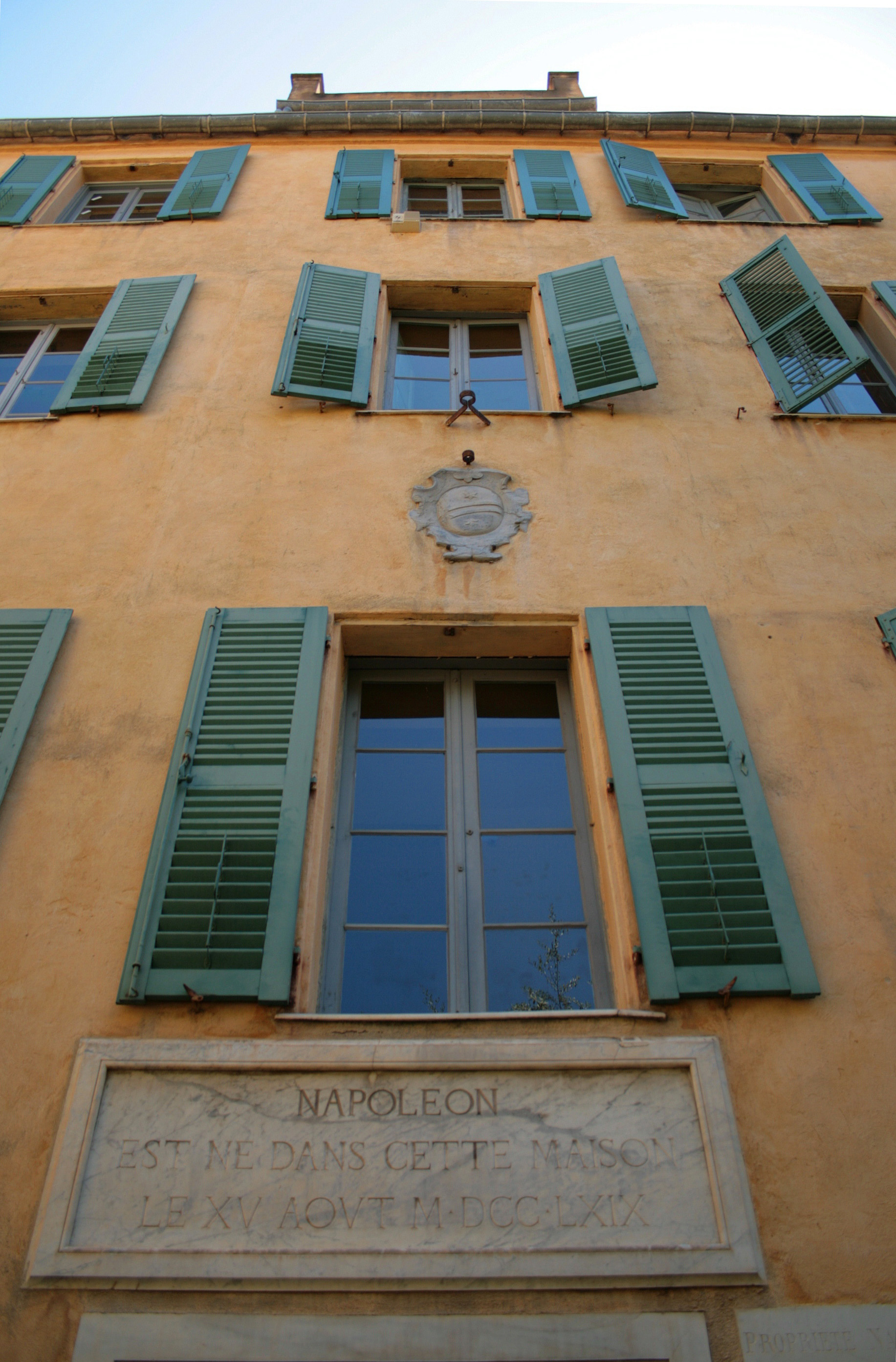
Casa Museo nel 2008

Casa Bonaparte è la casa ancestrale della famiglia Bonaparte. Si trova in Rue Saint-Charles ad Ajaccio, nell'isola francese della Corsica. La casa è stata quasi ininterrottamente di proprietà di membri della famiglia dal 1682 al 1923.

## Storia
Il trisavolo di Napoleone Bonaparte, Giuseppe Buonaparte, si trasferì per la prima volta nella Casa Buonaparte nel 1682. In origine, la casa era divisa tra diverse famiglie; tuttavia, dopo che Giuseppe sposò Maria Colonna di Bozzi, che possedeva una parte della casa, acquistò le sezioni rimanenti. La casa fu successivamente ampliata e ridecorata da Carlo Maria Buonaparte dopo il suo matrimonio con Maria Letizia Ramolino. Ad eccezione di Giuseppe Bonaparte, tutti i loro figli nacquero nella Casa Buonaparte.
Otto anni dopo la morte di Carlo Bonaparte nel 1785, la famiglia entrò in conflitto con il leader nazionalista sempre più reazionario, Pasquale Paoli, e fu costretta a fuggire nella Francia continentale. I seguaci di Paoli saccheggiarono e bruciarono gran parte della Casa Buonaparte. Dopo l'arrivo dell'ammiraglio Samuel Hood, anche gli ufficiali britannici furono acquartierati lì. Secondo la leggenda, Hudson Lowe visse lì brevemente; tuttavia, non si sa se ciò sia vero.
Dopo il ritiro delle truppe britanniche dalla Corsica nel 1797, la famiglia Bonaparte tornò a Casa Buonaparte e iniziò a ripararla e ristrutturarla con i fondi forniti dal Direttorio.
Quando la famiglia Bonaparte lasciò di nuovo la Corsica nel 1799, lasciò la casa alle cure della balia di Napoleone, Camilla Ilari. Napoleone in seguito lasciò in eredità la casa al cugino di sua madre, André Ramolino, che in cambio cedette la sua casa a Camilla. In seguito, prima Maria e poi Giuseppe presero possesso della casa. Nel 1852, la figlia di Giuseppe, Zenaide, donò la Casa Buonaparte a Napoleone III e all'imperatrice Eugenia. Costei ristrutturò e ampliò la casa per celebrare il centenario della nascita di Napoleone. In seguito cedette la casa al principe Vittorio Napoleone, che la donò al governo francese. Nel 1967, la casa fu trasformata in un museo e dichiarata museo nazionale.